# Ivan Novoseltsev
Ivan Yevgenyevich Novoseltsev (tiếng Nga: Иван Евгеньевич Новосельцев; sinh ngày 25 tháng 8 năm 1991) là một cầu thủ bóng đá chuyên nghiệp người Nga. Anh hiện đang chơi ở vị trí hậu vệ cho câu lạc bộ PFC Sochi.

## Sự nghiệp
Vào tháng 1 năm 2015, Novoseltsev ký hợp đồng với FC Rostov.
Vào ngày 31 tháng 8 năm 2016, anh chuyển đến Zenit Sankt Peterburg.
Vào ngày 31 tháng 1 năm 2018, anh gia nhập FC Arsenal Tula theo dạng cho mượn đến hết mùa giải 2017–18.
Ngày 27 tháng 7 năm 2018, Novoseltsev gia nhập Anzhi Makhachkala theo dạng cho mượn đến tháng 1 năm 2019.
Ngày 29 tháng 1 năm 2019, Novoseltsev tiếp tục được cho Rostov mượn cho đến hết mùa giải.
Ngày 2 tháng 7 năm 2019, anh rời Zenit chuyển sang thi đấu cho câu lạc bộ PFC Sochi.

## Quốc tế
Novoseltsev ra mắt đội tuyển bóng đá quốc gia Nga vào ngày 31 tháng 3 năm 2015 trong trận giao hữu với Kazakhstan.

## Thống kê sự nghiệp

### Câu lạc bộ
Tính đến 13 tháng 5 năm 2018
| Câu lạc bộ            | Mùa giải            | Giải vô địch quốc gia | Giải vô địch quốc gia | Giải vô địch quốc gia | Cúp  | Cúp | Châu lục | Châu lục | Khác | Khác | Tổng cộng | Tổng cộng |
| Câu lạc bộ            | Mùa giải            | Hạng đấu              | Trận                  | Bàn                   | Trận | Bàn | Trận     | Bàn      | Trận | Bàn  | Trận      | Bàn       |
| --------------------- | ------------------- | --------------------- | --------------------- | --------------------- | ---- | --- | -------- | -------- | ---- | ---- | --------- | --------- |
| FC Istra              | 2011–12             | PFL                   | 17                    | 0                     | –    | –   | –        | –        | –    | –    | 17        | 0         |
| Torpedo Moskva        | 2012–13             | FNL                   | 13                    | 1                     | 0    | 0   | –        | –        | –    | –    | 13        | 1         |
| Torpedo Moskva        | 2013–14             | FNL                   | 10                    | 0                     | 0    | 0   | –        | –        | –    | –    | 10        | 0         |
| Torpedo Moskva        | 2014–15             | RPL                   | 15                    | 0                     | 1    | 0   | –        | –        | –    | –    | 16        | 0         |
| Torpedo Moskva        | Tổng cộng           | Tổng cộng             | 38                    | 1                     | 1    | 0   | —        | —        | —    | —    | 39        | 1         |
| Rostov                | 2014–15             | RPL                   | 11                    | 0                     | –    | –   | –        | –        | 2    | 0    | 13        | 0         |
| Rostov                | 2015–16             | RPL                   | 28                    | 0                     | 0    | 0   | –        | –        | –    | –    | 28        | 0         |
| Rostov                | 2016–17             | RPL                   | 5                     | 2                     | 0    | 0   | 4        | 0        | –    | –    | 9         | 2         |
| Rostov                | Tổng cộng           | Tổng cộng             | 44                    | 2                     | 0    | 0   | 4        | 0        | 2    | 0    | 50        | 2         |
| Zenit Sankt Peterburg | 2016–17             | RPL                   | 5                     | 0                     | 0    | 0   | 3        | 0        | –    | –    | 8         | 0         |
| Zenit Sankt Peterburg | 2017–18             | RPL                   | 0                     | 0                     | 1    | 0   | 0        | 0        | –    | –    | 1         | 0         |
| Zenit Sankt Peterburg | Tổng cộng           | Tổng cộng             | 5                     | 0                     | 1    | 0   | 3        | 0        | 0    | 0    | 9         | 0         |
| Arsenal Tula (mượn)   | 2017–18             | RPL                   | 2                     | 0                     | –    | –   | –        | –        | –    | –    | 2         | 0         |
| Tổng cộng sự nghiệp   | Tổng cộng sự nghiệp | Tổng cộng sự nghiệp   | 106                   | 3                     | 2    | 0   | 7        | 0        | 2    | 0    | 117       | 3         |

### Quốc tế
Thống kê chính xác tính đến trận đấu diễn ra ngày 15 tháng 11 năm 2016
| Đội tuyển quốc gia Nga | Đội tuyển quốc gia Nga | Đội tuyển quốc gia Nga |
| Năm                    | Số trận                | Bàn thắng              |
| ---------------------- | ---------------------- | ---------------------- |
| 2015                   | 3                      | 0                      |
| 2016                   | 2                      | 0                      |
| Tổng cộng              | 5                      | 0                      |